# Pierre Longue (Guitté)
Der Pierre Longue, auch Roche Longue oder Roche Pointue genannt, ist ein Menhir östlich von Guitté bei Dinan im Osten des Départements Côtes-d’Armor in der Bretagne in Frankreich.
Pierre Longue heißen auch der Pierre Longue von Landepéreuse im Département Eure, der Pierre Longue von Le Croisic im Département Loire-Atlantique, der 4,1 Meter hohe Pierre Longue von Iffendic und der einst über sieben Meter hohe Pierre Longue von Cuguen, beide im Département Ille-et-Vilaine, und weitere Exemplare.
Der Menhir aus Quarzit ist 4,28 Meter hoch bei einer Breite von 2,2 Metern und einer Dicke von 1,18 Metern. Der Menhir wurde im Jahre 1979 begradigt.
Er befindet sich in der Nähe des Alignements von Lampouy und des Menhirs La Roche Carrée, der an der Grenze zu Médréac im Département Ille-et-Vilaine steht.
Der Menhir wurde 1967 als Monument historique klassifiziert.